# مدرسة طب سوانزي
مدرسة طب سوانزي (بالإنجليزية: Swansea Medical School)‏ هي إحدى المدارس لتعليم الطب في المملكة المتحدة. مركز هذه المدرسة الطبية هو جامعة سوانزي. تم تأسيس هذه المدرسة رسمياً في 2001. تأسست من مدرسة طب سوانزي بعد-التخرج.